# Damsigt (buitenplaats)
Damsigt was een buitenplaats in de Nederlandse plaats Voorburg, provincie Zuid-Holland. De buitenplaats lag pal tegen de grens van Voorburg met Leidschendam.

## Geschiedenis
Op de plek van Damsigt stond in 1435 een hofstede, de jonkvrouw Hyldegontswoning. De hofstede is ook nog in eigendom geweest van ridder Willem van Soutelande. Tijdens de Tachtigjarige Oorlog lag er een Spaanse schans.
In 1602 was Damsigt in bezit van de familie Van Haestrecht. Op dat moment ging het om een bouwhuis en zeven morgen aan landerijen. In 1682 werd Damsigt door de familie Van Haestrecht verkocht aan Gualterus Donk. Hij verving het bouwhuis door een nieuwe hofstede met koetshuizen, stallen en een speelhuis. Donk overleed in 1706 en zijn erfgenamen – de dochters Elisabeth, Katharina, Jacoba, Magdalena, Maria en Sara – verkochten Damsigt aan de dichter Nicolaas van Amerongen.
Ook de erfgenamen van Van Amerongen behielden Damsigt niet voor zichzelf, maar ze verkochten het in 1719 aan de Haagse postmeester Willem Hendrik van Schuylenburch. D nieuwe eigenaar liet een compleet nieuw landhuis bouwen.
In 1846 werd het landhuis afgebroken. De theekoepel langs de Vliet werd aan een pastoor gegeven en kwam vervolgens in Leidschendam terecht als aula van het kerkhof Sint Agatha.
In 1880 werd Damsigt een tuinderij. Door woningbouw van de wijk Damsigt in de 20e eeuw bleef er uiteindelijk niets over van de buitenplaats.

## Beschrijving
Het landhuis dat Willem Hendrik van Schuylenburch begin 18e eeuw liet bouwen, had elf kamers, een eetzaal, twee keukens en een wijnkelder. Verder waren er een koetshuis, stallen en een tuinmanswoning. Mogelijk was er ook een oranjerie. Rondom lag een barokpark met rechte lanen, marmeren beelden en vazen en kinderbeelden van lood. De 17e-eeuwse rosmolen zorgde voor het stromende water in de fontein.

### Theekoepel

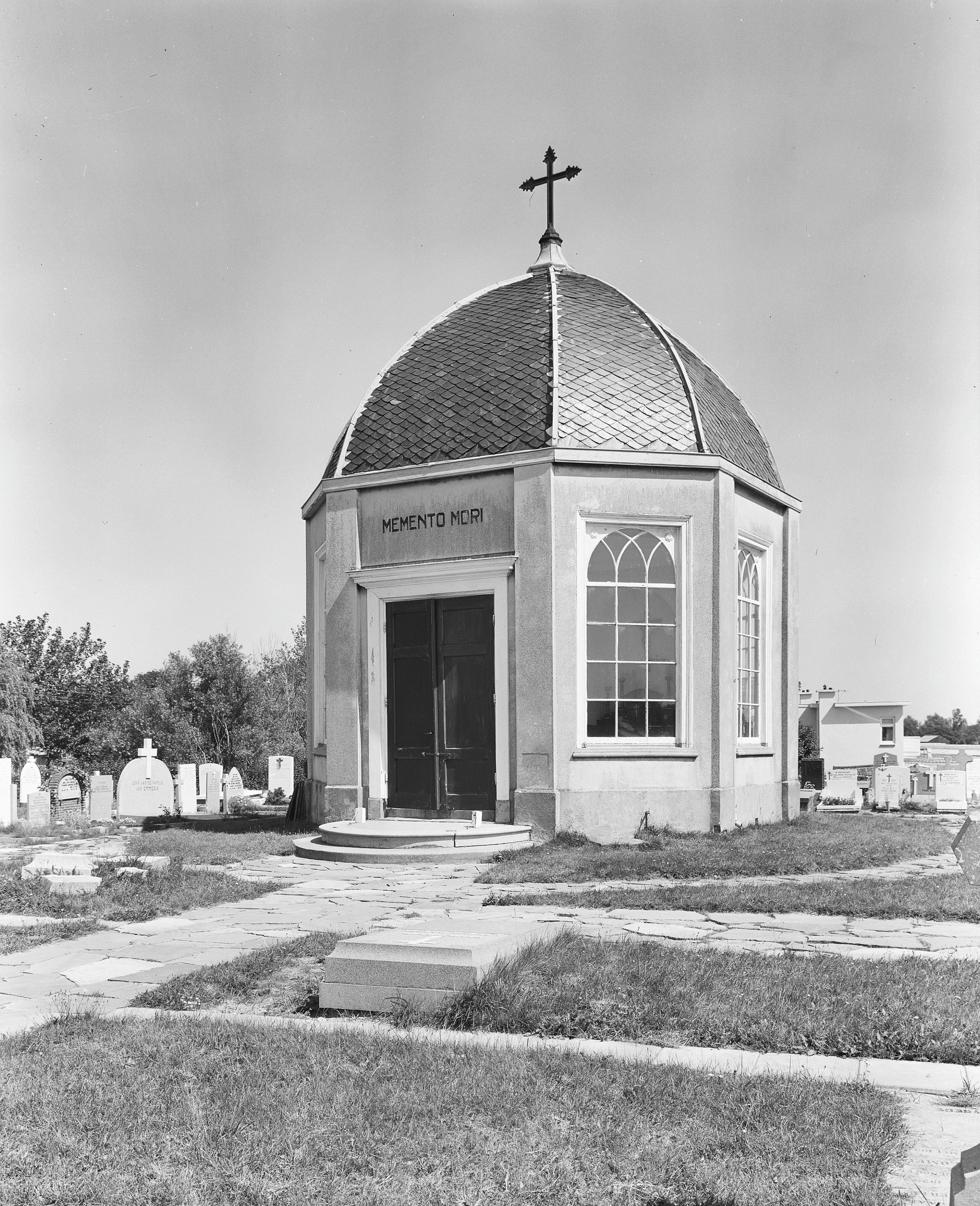
De theekoepel van Damsigt, op de Rooms-Katholieke begraafplaats te Leidschendam

Langs de Vliet stond tot 1846 een 17e-eeuwse, achthoekige theekoepel die oorspronkelijk als speelhuis diende. De koepel heeft tot de jaren 70 in Leidschendam dienst gedaan als aula op het katholieke kerkhof. Nadien is de koepel teruggebracht naar Voorburg met het idee om deze te herbouwen. De onderdelen van de theekoepel zijn echter tijdens de opslag verloren gegaan. Begin 21e eeuw zijn plannen ontwikkeld om een nieuwe theekoepel te maken, op basis van het ontwerp van de oorspronkelijke koepel.
Arentsburgh · Damsigt · Duivenstein · Eemwijk · Heeswijk · Hoekenburg · Hoekvliet · Hofwijck · In de Wereldt is veel Gevaer · Leeuwensteijn · De Loo · Middenburg · Middendorp · Noordervliet · Rusthof · Schoonoord · Sionslust · Vliet en Burgh · Vreugd en Rust · Vrijburg · De Werve